# Boxweltmeisterschaften der Frauen 2012
Die 7. Amateur-Boxweltmeisterschaften der Frauen fanden in der Zeit vom 9. bis 20. Mai 2012 in Qinhuangdao, China statt.

## Medaillengewinnerinnen
| Gewichtsklasse                       | Gold                            | Silber                            | Bronze                                                           |
| ------------------------------------ | ------------------------------- | --------------------------------- | ---------------------------------------------------------------- |
| Halbfliegengewicht (– 48 Kilogramm)  | Josie Gabuco Philippinen        | Xu Shiqi Volksrepublik China      | Swetlana Gnewanowa Russland Nasym Qysaibai Kasachstan            |
| Fliegengewicht (– 51 Kilogramm)      | Ren Cancan Volksrepublik China  | Nicola Adams England              | Jelena Saweljewa Russland Karolina Michalczuk Polen              |
| Bantamgewicht (– 54 Kilogramm)       | Aleksandra Kuleshowa Russland   | Terry Gordini Italien             | Liu Kejian Volksrepublik China Christina Cruz Vereinigte Staaten |
| Federgewicht (– 57 Kilogramm)        | Tiara Brown Vereinigte Staaten  | Sandra Kruk Polen                 | Lisa Whiteside England Svetlana Staneva Kamernova Bulgarien      |
| Leichtgewicht (– 60 Kilogramm)       | Katie Taylor Irland             | Sofja Otschigawa Russland         | Natasha Jonas England Mavzuna Chirieva Bulgarien                 |
| Leichtweltergewicht (– 64 Kilogramm) | Pak Kyong-ok Nordkorea          | Magdalena Ewa Stelmach Polen      | Mikaela Mayer Vereinigte Staaten Darja Abramowa Russland         |
| Weltergewicht (– 69 Kilogramm)       | Marija Badulina Ukraine         | Raquel Miller Vereinigte Staaten  | Irina Potejewa Russland Marichelle de Jong Niederlande           |
| Mittelgewicht (– 75 Kilogramm)       | Savannah Marshall England       | Yelena Vıstropova Aserbaidschan   | Nadeschda Torlopowa Russland Anna Laurell Schweden               |
| Halbschwergewicht (– 81 Kilogramm)   | Yuan Meiqin Volksrepublik China | Franchon Crews Vereinigte Staaten | Timea Nagy Ungarn Swetlana Kossowa Russland                      |
| Schwergewicht (+ 81 Kilogramm)       | Li Yunfei Volksrepublik China   | Yulduz Mamatkulowa Kasachstan     | Kavita Chahal Indien Irina Sinezkaja Russland                    |